# Martin Axén
Karl Martin Axén, född 1 april 1973 i Uråsa, tre mil söder om Växjö, är en svensk gitarrist och medlem i glamrockbandet The Ark.  
Som barn bodde Axén i Kenya under tre år, från fyraårsåldern till sjuårsåldern. Han har gått teaterlinjen på Katedralskolan i Växjö samt dramalinjen på Östra Grevie folkhögskola. Axén kom in som fast medlem i The Ark 1997 och gav bandet nya krafter efter att deras debut-EP blivit ganska sågad av kritiker. Han var även med och startade bandet Stereo Explosion.
Som producent arbetade Axén med Pugh Rogefeldt på dennes album Vinn hjärta vinn, utgivet 2008.
Sedan 2013 driver han krogen Far i Hatten och sedan 2014 även krogen Grand, båda i Malmö. 